# Lorenzo Ellero
Lorenzo Ellero (Treviso, 6 gennaio 1856 – Ghiffa, 3 ottobre 1923) è stato uno psichiatra e politico italiano.

## Biografia
Fu scienziato, medico psichiatra e deputato, studioso di psicologia sperimentale, autore di numerose pubblicazioni medico scientifiche per lo più in campo psichiatrico senza trascurare malattie tipiche dell'epoca, come la pellagra, fu consulente di Tribunali con particolare riguardo ai reati compiuti da minori, fu piacevole e dotto conferenziere in contesti diversi, riscuotendo sempre grandi apprezzamenti. Si laureò all'Università degli Studi di Padova in Medicina nel 1880. Subito si dedicò alla psichiatria e all'insegnamento come assistente del prof. Tibaldi all'Università di Padova, ma ben presto (1889) si trasferì a Milano per dirigere l'antico manicomio “La Senavretta”, succedendo, per dieci anni, al prof. Tarchini Bonfanti. Era mazziniano, di pensiero socialista, e nel 1909 fu eletto deputato, sostenuto dalla coalizione democratico-socialista, nel collegio elettorale della sua Treviso e fu tra i più strenui assertori della necessità della presenza del difensore in istruttoria. Non era tuttavia tagliato per la vita politica, a causa del suo rigore morale e della incapacità a scendere a compromessi e nel 1913 interruppe tale sua attività, anche per le avvisaglie della lunga malattia che lo portò alla morte. Aveva sposato Gioconda de Angeli che gli sopravvisse nonostante una grave malattia: Ellero la accudì con amore, finché gli fu possibile, nella sua bella villa di Ghiffa, sul lago Maggiore, che aveva contribuito ad abbellire con essenze rare dando sfogo alla sua passione per la botanica.

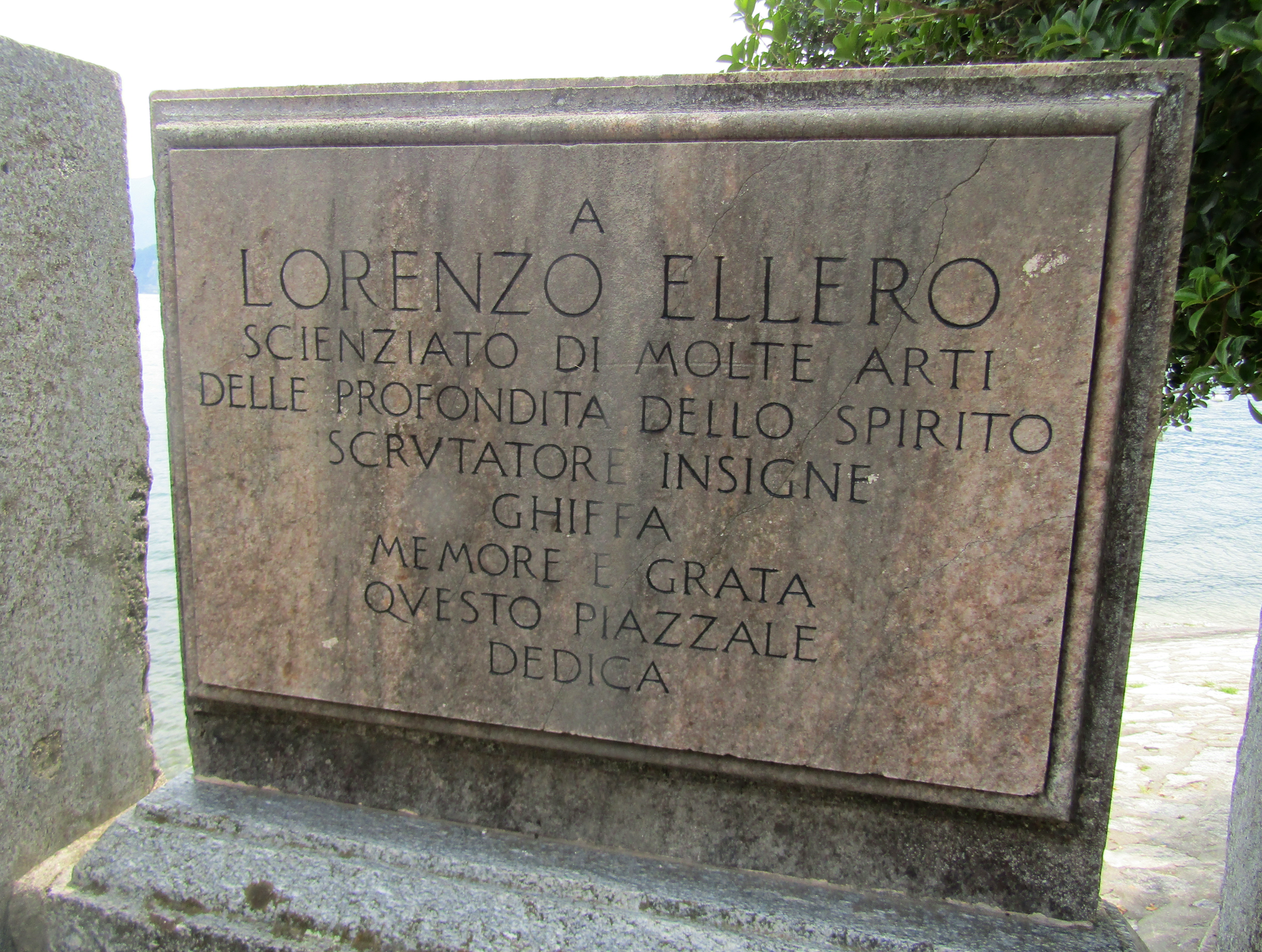
Ghiffa, lapide a Lorenzo Ellero

Tra le numerose pubblicazioni redatte, senz'altro rimarchevoli sono: “Il reato passionale” , “La delinquenza dei minorenni”, “La capacità civile degli alienati”, “L'alcolismo”,”La nuova scuola criminologica”, “Il raptus melanconico in uxoricida”,”I fattori psicologici della guerra e della pace”,”Libertà morale e responsabilità penale”.
Tra gli incarichi ricoperti, degni di nota per il loro prestigio, sono: la presidenza della sezione neurologica del Policlinico di Milano, la vicepresidenza dell'istituto pedagogico forense pei minorenni delinquenti, la vicepresidenza dell'associazione Cesare Beccaria; inoltre fu membro del consiglio provinciale di sanità della provincia di Milano, membro della commissione governativa di vigilanza sui manicomi, membro della commissione provinciale dei provvedimenti contro la pellagra.
Roma gli dedicò una via, così come la sua città natale e anche a Ghiffa, la località sul lago Maggiore a cui era tanto affezionato, esiste un piazzale che lo ricorda.

## Opere
- Augusto Tebaldi e Lorenzo Ellero, Ellero, Lorenzo - Studii clinici sulla pellagra, Padova, Prosperini, 1882.
- Lorenzo Ellero, Sopra un caso di ipnosi con fenomeni della cosiddetta trasposizione dei sensi, Padova, Prosperini, 1882.
- Lorenzo Ellero, La cremazione nella moderna civiltà, Padova, F.lli Salmin, 1883.
- Lorenzo Ellero, Reato passionale : perizia medico legale, Padova, Prosperini, 1883.
- Lorenzo Ellero, Raptus melancholicus : studio psico-patologico e medico-legale, Padova, Prosperini, 1884.
- Lorenzo Ellero, La psichiatria, la liberta morale e la responsabilita penale, Padova, A. Draghi, 1885.
- Lorenzo Ellero, In memoria di Angelo ferretto, tenente medico, caduto a Dogali il 26 gennaio 1887, Padova, A. Draghi, 1887.
- Lorenzo Ellero, Sui criteri scientifici per la determinazione della capacità civile degli alienati e sui rapporti tra la capacità civile e imputabilità penale, Reggio Emilia, Calderini, 1897.
- Lorenzo Ellero, Nelle penombre della coscienza: conferenze, Bologna, Zanichelli, 1926.
- Lorenzo Ellero, "Smarrita gente" : perizie medico-legali, Bologna, Zanichelli, 1927.
- Lorenzo Ellero, La cremazione nella moderna società, Bologna, Zanichelli, s.d..